# Poa fendleriana ssp. longiligula
Poa fendleriana ssp. longiligula là một phân loài cỏ trong họ hòa thảo, thuộc chi poa.